# Paratrypanius flavovittatus
Paratrypanius flavovittatus là một loài bọ cánh cứng trong họ Cerambycidae.